# Duddova
Duddova ist ein Ortsteil (Fraktion, italienisch frazione) der italienischen Gemeinde Bucine in der Provinz Arezzo in der Toskana.

## Geografie
Der Ort liegt etwa 7 km südwestlich des Hauptortes Bucine, etwa 25 km westlich der Provinzhauptstadt Arezzo und etwa 50 km südöstlich der Regionalhauptstadt Florenz im Ambratal (Val d’Ambra). Der Ort liegt bei 374 m s.l.m. und hatte 2001 19 Einwohner. 2011 waren es 23 Einwohner. Der nächstgelegene Ort ist Ambra, er liegt etwa 1,5 km südöstlich.

## Geschichte
Kirche und Ort unterstanden bis ins 13. Jahrhundert den Ubertini. Danach übernahmen die Kamaldulenser der Abtei Badia di San Pietro a Ruoti.

## Sehenswürdigkeiten

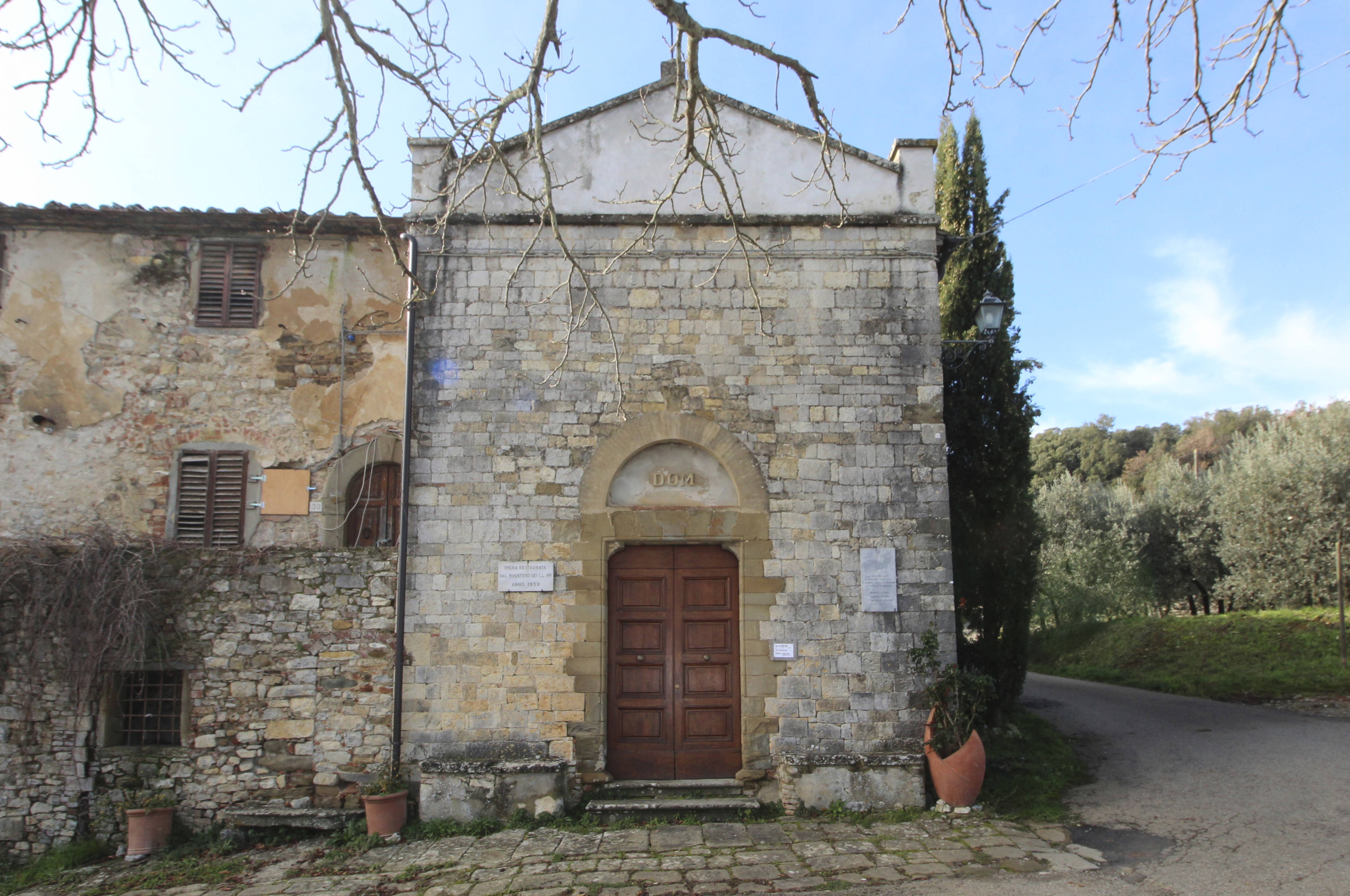
Die Kirche San Michele Arcangelo

- San Miniato, Kirche am Ortsrand, die zum Bistum Arezzo-Cortona-Sansepolcro gehört und erstmals im 13. Jahrhundert dokumentiert wurde.[4] 1959 wurde die Kirche restauriert.[5]